# 東山温泉

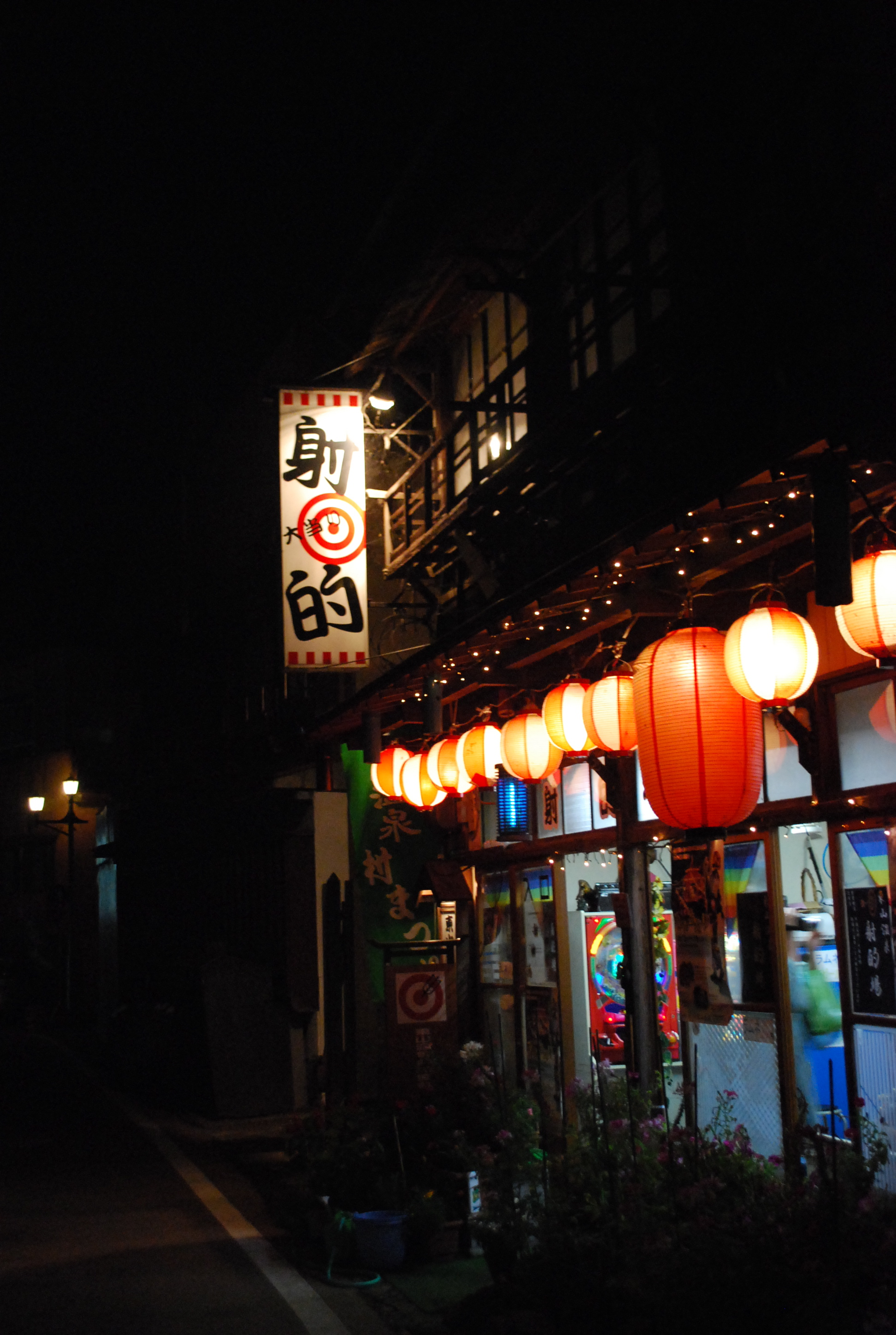
温泉街の射的場

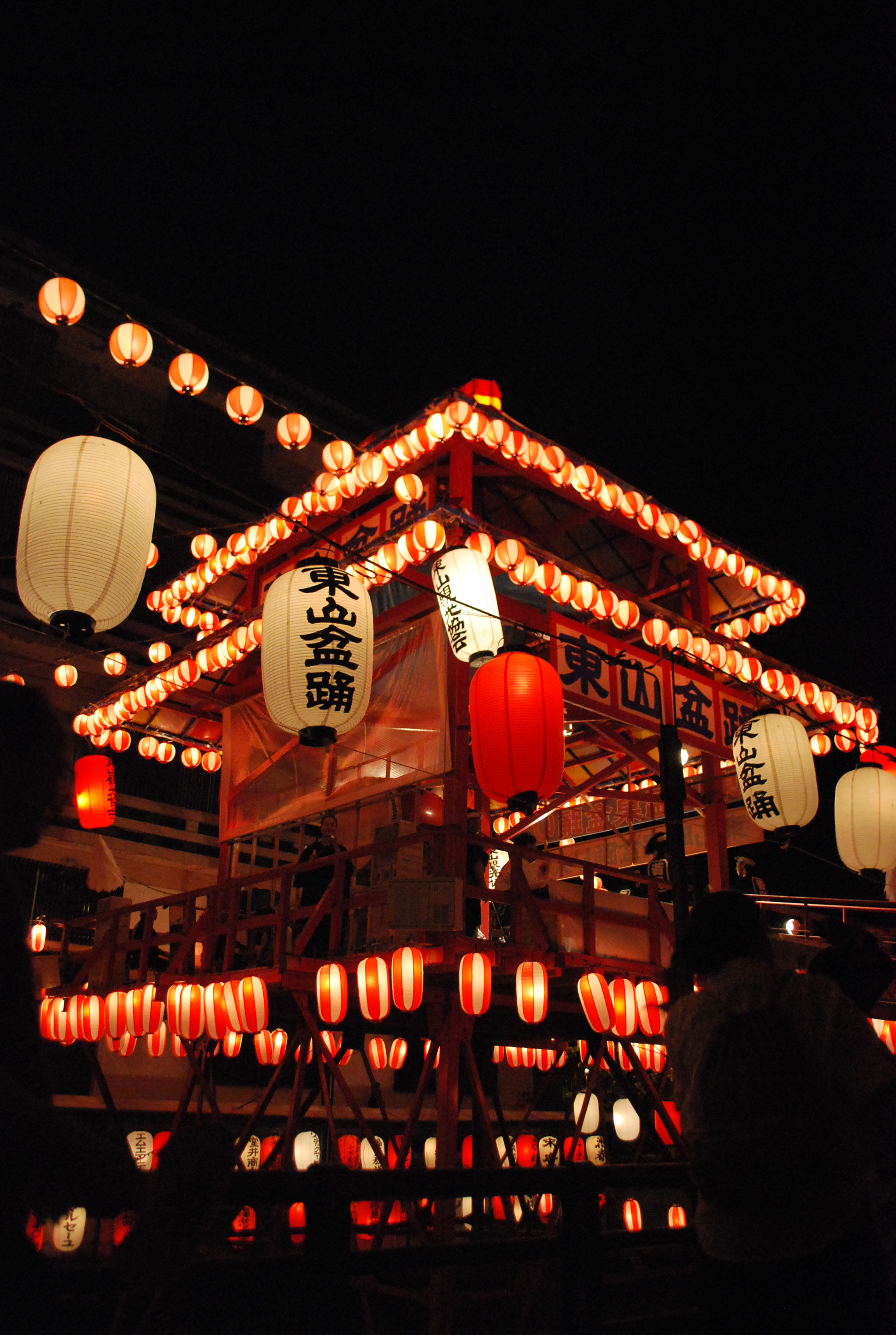
東山温泉盆踊り（8月）

東山温泉（ひがしやまおんせん）とは、福島県会津若松市にある温泉。
山形県の上山温泉、湯野浜温泉とともにかつて奥羽三楽郷と呼ばれた。

## 泉質
- 硫酸塩泉（カルシウム・ナトリウム-硫酸塩・塩化物温泉）

### 効能
- リウマチ性疾患・運動器障害・慢性皮膚疾患など

※注 効能はその効果を万人に保証するものではない。

## 歴史
開湯は8世紀後半、または天平年間に行基によってなされたと伝えられる。伝承によると、三本足の烏に導かれて発見したという。江戸時代には会津藩の湯治場として栄え、会津若松の奥座敷として発展した。
会津民謡に登場する小原庄助ゆかりの温泉とされる。

## 温泉街
鶴ヶ城から南東に約3km、湯川（ゆがわ）沿いに温泉宿・ホテル計20軒以上が営業している。湯量は毎分1,500リットル。現在でも芸妓が活躍しており、「からり妓さん」として温泉街に花を添えている。
会津藩松平家の別荘から発祥した「新滝」、会津藩指定保養所の歴史を持つ「向瀧」、新撰組副長・土方歳三が戦傷を癒した源泉を持つ「不動滝」など、滝の付く名称の旅館が多い。
毎年8月13日頃から1週間程度、東山温泉盆踊りが実施される。

### 東山四大滝
温泉街付近の湯川には多くの滝があり、中でも以下の4つは“東山四大滝”と呼ばれる。
- 雨降り滝
- 原滝
- 向滝
- 伏見ヶ滝

### ホテル・旅館
- 会津東山温泉　向瀧（明治6年創業・会津藩指定保養所）
- くつろぎ宿 千代滝
- くつろぎ宿 新滝

## 交通
- 鉄道 - JR会津若松駅よりバス（会津乗合自動車）で約15分
- 路線バス
  - 会津乗合自動車
    - 会津若松駅 - 東山温泉
    - まちなか周遊バス『ハイカラさん』・『あかべぇ』※会津若松駅発着
- 高速バス
  - 会津乗合自動車
    - 郡山駅 - 会津若松駅・東山温泉
- 車 - E49 磐越道 会津若松ICより国道49号などを経由し約20分